# Trichocoleopsis tsinlingensis
Trichocoleopsis tsinlingensis là một loài Rêu trong họ Lepidolaenaceae. Loài này được P.C. Chen ex M. X. Zhang mô tả khoa học đầu tiên..